# Autoba grisea
Autoba grisea là một loài bướm đêm trong họ Erebidae.